# Revolutionary Road
Revolutionary Road és una pel·lícula britànicoestatunidenca del 2008 basada en la novel·la homònima de Richard Yates. L'adaptació és dirigida per Sam Mendes i interpretada per Leonardo DiCaprio i Kate Winslet. Va suposar el Globus d'Or a la millor actriu dramàtica per a Kate Winslet.

## Repartiment
- Leonardo DiCaprio: Frank Wheeler
- Kate Winslet: April Wheeler
- Kathy Bates: Madame Givings, l'agent immobiliari
- David Harbour: Shep Campbell, el veí
- Kathryn Hahn: Milly Campbell, la veïna
- Michael Shannon: John Givings, el fill dels Givings, tractat als electroxocs
- Jay O. Sanders: Bart Pollack, l'amo de Frank
- Zoe Kazan: Maureen Grube
- Kristen Connolly: Madame Brace
- Ty Simpkins: Michael Wheeler
- Ryan Simpkins: Jennifer Wheeler
- Dylan Clark Marshall: el fill de Campbell
- Lorian Gish: April jove
- Sean Cullen: el pare de Frank
- Timothy Warmen: el pare d'April